# Ubisoft Shanghai
A Ubisoft Shanghai kínai videójáték fejlesztő céget 1996-ban alapították Sanghajban, főként Tom Clancy játékadaptációkról ismertek. A második legnagyobb fejlesztő stúdió Kínában és a második legnagyobb Ubisoft leányvállalat a Ubisoft Montreal után.

## Játékok
| Játék címe                                    | Kiadás éve | Platformok                                                        |
| --------------------------------------------- | ---------- | ----------------------------------------------------------------- |
| Xuanyuan Jian 3 Waizhuan: Tian zhi Hen        | 2000       | Microsoft Windows                                                 |
| F1 Racing Championship                        | 2000       | PlayStation                                                       |
| V.I.P.                                        | 2002       | PlayStation 2, Microsoft Windows                                  |
| Rayman Rush                                   | 2002       | PlayStation                                                       |
| Tom Clancy's Ghost Recon                      | 2002       | GameCube, PlayStation 2                                           |
| Tom Clancy's Splinter Cell                    | 2003       | GameCube, PlayStation 2                                           |
| Crouching Tiger, Hidden Dragon                | 2003       | GBA                                                               |
| Tom Clancy's Rainbow Six 3: Raven Shield      | 2004       | GameCube, PlayStation 2                                           |
| Tom Clancy's Splinter Cell: Pandora Tomorrow  | 2004       | Xbox, Microsoft Windows, GameCube, PlayStation 2                  |
| Tom Clancy's Ghost Recon 2                    | 2004       | GameCube, PlayStation 2                                           |
| Tom Clancy's Ghost Recon: Advanced Warfighter | 2004       | PlayStation 2, Xbox                                               |
| Tom Clancy's Splinter Cell: Double Agent      | 2006       | Xbox 360, PlayStation 3, Microsoft Windows                        |
| Brothers in Arms: D-Day                       | 2006       | PlayStation Portable                                              |
| Rayman Raving Rabbids                         | 2007       | Xbox 360                                                          |
| Beowulf: The Game                             | 2007       | Microsoft Windows, PlayStation 3, Xbox 360                        |
| Tom Clancy's EndWar                           | 2008       | Microsoft Windows, PlayStation 3, Xbox 360                        |
| Cloudy with a Chance of Meatballs             | 2009       | Xbox 360, PlayStation 3, Microsoft Windows, Wii, Nintendo DS, PSP |
| The Settlers 7: Paths to a Kingdom            | 2010       | Mac OS X, Microsoft Windows                                       |
| I Am Alive                                    | 2011       | Xbox 360, PlayStation 3, Microsoft Windows                        |
| Beyond Good & Evil                            | 2011       | PlayStation Network, XBLA                                         |
| Far Cry 3                                     | 2012       | Xbox 360, PlayStation 3, Microsoft Windows                        |